# Соликамский район
Солика́мский райо́н — административный район в Пермском крае России.
Административный центр — город Соликамск, который в состав района не входит. Площадь — 5420,35 км². Население — ↘11 943 чел. (2023). Национальный состав (2010): русские — 91,8 %; коми-пермяки — 1,18 %; татары — 1,15 %; украинцы — 1 %.
На территории района и города Соликамска образован Соликамский муниципальный округ.

## География
Соликамский район граничит с Усольским, Косинским, Чердынским, Красновишерским, Александровским районами Пермского края и городом краевого значения Березники.
Климат континентальный. Большую часть территории района, около 80 % территории, занимают лесные массивы и вырубки, состоящие преимущественно из хвойных деревьев (ель, пихта, реже лиственница и кедровая сосна), распространены также лиственные породы — береза, рябина, черемуха.
Площадь района — 5 421 км².

## История
Соликамский район образован 27 февраля 1924 года в составе Верхне-Камского округа Уральской области на базе Соликамской, Мошевской, Половодовской, Верх-Яйвинской, Подслудной (частично), Городищенской, Усть-Боровской, Касибской, Губдорской (частично) волостей Усольского и Чердынского уездов Пермской губернии. Центр района — город Соликамск. К 1926 году район состоял из 1 горсовета и  23 сельсоветов, в которых насчитывалось: 311 населенных пунктов, 7215 хозяйств и 33 493 жителя.
С 1930 по 1938 и с 1955 по 1959 годы не существовал.
4 ноября 1959 года Соликамский район был восстановлен — в его состав вошла территория, подчинённая Соликамскому горсовету.

## Население
| 1959    | 1970    | 1979    | 1989    | 2000    | 2002    | 2005    | 2006    | 2007    |
| ------- | ------- | ------- | ------- | ------- | ------- | ------- | ------- | ------- |
| 33 392  | ↘24 905 | ↘18 597 | ↗19 450 | ↘18 319 | ↗18 333 | ↘17 671 | ↘17 600 | →17 600 |
| 2008    | 2009    | 2010    | 2011    | 2012    | 2013    | 2014    | 2015    | 2016    |
| ↗17 637 | ↗17 696 | ↘17 165 | ↘17 143 | ↘17 098 | ↘16 921 | ↘16 758 | ↘16 618 | ↘16 432 |
| 2017    | 2018    | 2019    | 2020    | 2021    | 2023    |         |         |         |
| ↘16 320 | ↘16 135 | ↘16 019 | ↘15 911 | ↘12 085 | ↘11 943 |         |         |         |

### Национальный состав
По итогам переписи 2010 года: русские — 91,77 %; коми-пермяки — 1,18 %; татары — 1,15 %; украинцы — 1,01 %.

## Муниципальное устройство
В рамках организации местного самоуправления на территории района и города Соликамска функционирует Соликамский муниципальный округ (с 2004 до 2018 гг. — Соликамский муниципальный район).
В 2004-2018 гг. в существовавший в этот период Соликамский муниципальный район входили 7 муниципальных образований со статусом сельских поселений.
| № | Наименование                       | Административный центр | Количество населённых пунктов | Население (чел.) | Площадь (км²) |
| - | ---------------------------------- | ---------------------- | ----------------------------- | ---------------- | ------------- |
| 1 | Басимское сельское поселение       | посёлок Басим          | 5                             | ↘497             | 1275,42       |
| 2 | Касибское сельское поселение       | село Касиб             | 16                            | ↘1064            | 466,77        |
| 3 | Краснобережское сельское поселение | посёлок Красный Берег  | 2                             | ↘2953            | 856,81        |
| 4 | Половодовское сельское поселение   | село Половодово        | 13                            | ↘3594            | 1304,14       |
| 5 | Родниковское сельское поселение    | село Родники           | 5                             | ↘2166            | 154,75        |
| 6 | Тохтуевское сельское поселение     | село Тохтуева          | 6                             | ↗3065            | 1070,33       |
| 7 | Тюлькинское сельское поселение     | посёлок Тюлькино       | 12                            | ↘2796            | 292,13        |

В 2018 году Соликамский муниципальный район был упразднён, а все входившие в его состав сельские поселения к 1 января 2019 года  были объединены с городским округом города Соликамска в единое муниципальное образование Соликамский городской округ.

## Населённые пункты
В Соликамском районе 57 населённых пунктов: все — сельские.
| №  | Населённый пункт    | Тип     | Население | Бывшее поселение                   |
| -- | ------------------- | ------- | --------- | ---------------------------------- |
| 1  | Бараново            | посёлок | 50        | Тюлькинское сельское поселение     |
| 2  | Басим               | посёлок | 461       | Басимское сельское поселение       |
| 3  | Белкина             | деревня | 4         | Касибское сельское поселение       |
| 4  | Верхнее Мошево      | село    | 168       | Тюлькинское сельское поселение     |
| 5  | Вильва              | деревня | 469       | Касибское сельское поселение       |
| 6  | Володино            | деревня | 13        | Родниковское сельское поселение    |
| 7  | Геологоразведка     | посёлок | 212       | Родниковское сельское поселение    |
| 8  | Городище            | село    | 898       | Половодовское сельское поселение   |
| 9  | Григорова           | деревня | 8         | Касибское сельское поселение       |
| 10 | Елькина             | деревня | 3         | Касибское сельское поселение       |
| 11 | Ёскина              | деревня | 39        | Тюлькинское сельское поселение     |
| 12 | Ефремы              | деревня | 2         | Касибское сельское поселение       |
| 13 | Жуланово            | село    | 412       | Тохтуевское сельское поселение     |
| 14 | Затон               | посёлок | 508       | Тюлькинское сельское поселение     |
| 15 | Зуева               | деревня | 2         | Касибское сельское поселение       |
| 16 | Касиб               | село    | 549       | Касибское сельское поселение       |
| 17 | Кокорино            | деревня | 4         | Тохтуевское сельское поселение     |
| 18 | Красный Берег       | посёлок | 2145      | Краснобережское сельское поселение |
| 19 | Крутики             | деревня | 1         | Басимское сельское поселение       |
| 20 | Кузнецова           | деревня | 24        | Тохтуевское сельское поселение     |
| 21 | Левина              | деревня | 36        | Тюлькинское сельское поселение     |
| 22 | Лобанова            | деревня | 29        | Половодовское сельское поселение   |
| 23 | Лога                | деревня | 63        | Половодовское сельское поселение   |
| 24 | Лызиб               | деревня | 82        | Касибское сельское поселение       |
| 25 | Малое Городище      | деревня | 30        | Половодовское сельское поселение   |
| 26 | Нижнее Мошево       | деревня | 0         | Тюлькинское сельское поселение     |
| 27 | Нижнее Мошево       | посёлок | 838       | Тюлькинское сельское поселение     |
| 28 | Нижний Склад        | посёлок | ↘19       | Касибское сельское поселение       |
| 29 | Никино              | деревня | 23        | Касибское сельское поселение       |
| 30 | Осокино             | село    | 127       | Половодовское сельское поселение   |
| 31 | Оськино             | деревня | 4         | Басимское сельское поселение       |
| 32 | Пегушино            | деревня | 46        | Касибское сельское поселение       |
| 33 | Половодово          | село    | ↘1292     | Половодовское сельское поселение   |
| 34 | Попова-Останина     | деревня | 11        | Половодовское сельское поселение   |
| 35 | Профилакторий СМЗ   | посёлок | 8         | Половодовское сельское поселение   |
| 36 | Пузаны              | деревня | 2         | Касибское сельское поселение       |
| 37 | Пухирева            | деревня | 2         | Касибское сельское поселение       |
| 38 | Родники             | село    | ↘1419     | Родниковское сельское поселение    |
| 39 | Села                | деревня | 522       | Тохтуевское сельское поселение     |
| 40 | Сим                 | посёлок | 1209      | Краснобережское сельское поселение |
| 41 | Сорвино             | деревня | 13        | Касибское сельское поселение       |
| 42 | Тетерина            | деревня | 32        | Касибское сельское поселение       |
| 43 | Тетерино            | посёлок | 44        | Касибское сельское поселение       |
| 44 | Толстик             | деревня | 7         | Тюлькинское сельское поселение     |
| 45 | Тохтуева            | село    | ↘1274     | Тохтуевское сельское поселение     |
| 46 | Тренина             | деревня | 18        | Половодовское сельское поселение   |
| 47 | Тюлькино            | деревня | 55        | Тюлькинское сельское поселение     |
| 48 | Тюлькино            | посёлок | ↘1331     | Тюлькинское сельское поселение     |
| 49 | Ульва               | деревня | 1         | Басимское сельское поселение       |
| 50 | Уральские Самоцветы | посёлок | 36        | Половодовское сельское поселение   |
| 51 | Уролка              | село    | 120       | Басимское сельское поселение       |
| 52 | Усовский            | посёлок | 413       | Родниковское сельское поселение    |
| 53 | Усть-Вишера         | деревня | 9         | Тюлькинское сельское поселение     |
| 54 | Харюшина            | деревня | 50        | Половодовское сельское поселение   |
| 55 | Чашкина             | деревня | 23        | Родниковское сельское поселение    |
| 56 | Чёрное              | посёлок | ↗1056     | Половодовское сельское поселение   |
| 57 | Чертёж              | деревня | 86        | Тохтуевское сельское поселение     |

Упразднённые населённые пункты
- до 1981 года — деревни Вяткино и Родники.
- 2001 год — деревни Мыс, Суханы[28], Пудьва и поселок Верхняя Мель[29]; деревни Дуброва и Сим, посёлки Большой Сом, Ильичёвка, Мысья и Талая[30].
- 2009 год — деревни Кругляшка, Харенки и Камень[31].
- 2011 год — деревня Бурена[32].
- 2015 год — посёлок Опытное Поле[33].
- 2021 год — посёлок Усть-Сурмог[34].

По состоянию на 1 января 1981 года на территории Соликамского района было 100 населённых пунктов: 1 рабочий посёлок (Тюлькино) и 99 сельских населённых пунктов. В 1992 году Тюлькино было преобразовано в сельский населённый пункт (посёлок).